# Stade Kasakhi Marzik
Le stade Kasakhi Marzik (en arménien : Քասախի մարզիկ մարզադաշտ) est un stade multi-usage à Achtarak en Arménie.
D'une capacité de 3 600 places, il est principalement utilisé pour des matchs de football et il est le siège du club erevanais Mika Ashtarak.